# 棟格湖
53°9′27″N 8°40′34″E / 53.15750°N 8.67611°E

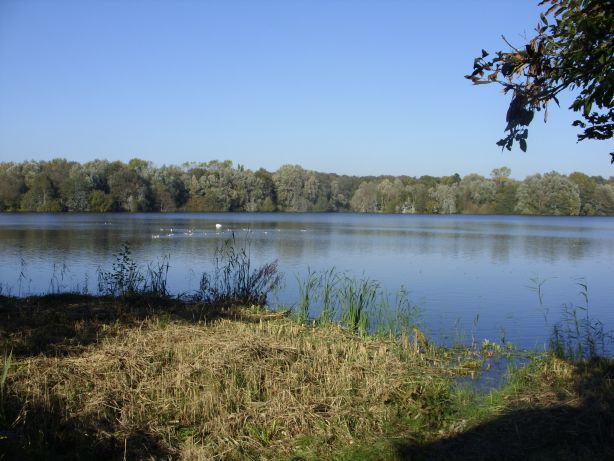

棟格湖（德語：Dunger See），是德國的湖泊，位於該國西北部，由不來梅州負責管轄，面積0.17平方公里，平均水深8米，最大水深12米，水體容量134.5萬立方米，湖水來自地下水。